# Wola Cicha
Wola Cicha est une localité polonaise de la gmina de Głogów Małopolski, située dans le powiat de Rzeszów en voïvodie des Basses-Carpates.